# Radical 129
El radical 129, representado por el carácter Han 聿, es uno de los 214 radicales del diccionario de Kangxi. En mandarín estándar es llamado 聿部, (yù bù); en japonés es llamado 聿部, いつぶ (itsubu), y en coreano 율 (yul). En los textos occidentales es conocido como radical «pincel»
El radical «pincel» aparece en muchas ocasiones en el lado derecho de los caracteres que clasifica (por ejemplo, en 肄). En otras ocasiones aparece en la parte inferior (por ejemplo, 肇). Este radical puede presentar las formas variantes 肀 y 𦘒, con menor número de trazos (por ejemplo en 肅 y 肃).

## Nombres populares
- Mandarín estándar: 聿, yù, «pluma».
- Coreano: 붓율부, but yul bu, «radical yul-pincel».
- Japonés:　筆旁（ふでづくり）, fudezukuri, «“pincel” en el lado derecho del radical».[1]
- En occidente: radical «pincel».

## Galería
| Estilos antiguos                                 | Estilos antiguos                  | Estilos antiguos                        | Estilos antiguos                   | Estilos antiguos                   | Estilos empleados actualmente       | Estilos empleados actualmente  | Estilos empleados actualmente    | Estilos empleados actualmente   | Estilos empleados actualmente  |
|                                                  |                                   |                                         |                                    |                                    |                                     | 聿                             | 聿                               |                                 |                                |
| 甲骨文 jiǎgǔwén (escritura de huesos oraculares) | 金文 jīnwén (escritura de bronce) | 简帛 jiǎnbó (escritura de bambú y seda) | 篆文 zhuànwén (escritura de sello) | 篆文 zhuànwén (escritura de sello) | 隸書 lìshū (estilo de los escribas) | 楷書 kǎishū (estilo regular)   | 楷書 kǎishū (estilo regular)     | 行書 xǐngshū (estilo corriente) | 草書 cǎoshū (estilo de hierba) |
| 甲骨文 jiǎgǔwén (escritura de huesos oraculares) | 金文 jīnwén (escritura de bronce) | 简帛 jiǎnbó (escritura de bambú y seda) | 大篆 dàzhuàn (sello grande)        | 小篆 xiǎozhuàn (sello pequeño)     | 隸書 lìshū (estilo de los escribas) | 繁體／繁体 fántǐ (tradicional) | 简体／簡體 jiǎntǐ (simplificado) | 行書 xǐngshū (estilo corriente) | 草書 cǎoshū (estilo de hierba) |

## Caracteres con el radical 129
| trazos | carácter |
| ------ | -------- |
| + 0    | 聿 肀    |
| + 4    | 肁 肂 肃 |
| + 5    | 粛       |
| + 7    | 肄 肅 肆 |
| + 8    | 肇 肈    |